# Jen Hoy
Jennifer Rose Hoy (* 18. Januar 1991 in Sellersville, Pennsylvania) ist eine US-amerikanische Fußballspielerin, die seit der Saison 2018 beim Sky Blue FC in der National Women’s Soccer League unter Vertrag steht.

## Karriere

### Verein
Anfang 2013 wurde Hoy beim College-Draft zur neugegründeten NWSL in der vierten Runde an Position 25 von Chicago verpflichtet. Ihr Ligadebüt gab sie am 13. Juni 2013 gegen den FC Kansas City. Am 25. Juli erzielte Hoy gegen den Seattle Reign FC ihren ersten Treffer in der NWSL. Zur Saison 2018 wechselte sie zum Sky Blue FC.

### Nationalmannschaft
Hoy wurde im März 2014 zum Sechs-Nationen-Turnier in La Manga erstmals in die US-amerikanische U-23-Auswahl berufen und bestritt im Rahmen des Turniers zwei Partien als Einwechselspielerin.